# Koepcke-lármáskuvik
A Koepcke-lármáskuvik (Megascops koepckeae) a madarak (Aves) osztályának a bagolyalakúak (Strigiformes) rendjéhez, ezen belül a bagolyfélék (Strigidae) családjához tartozó faj.

## Rendszerezése
A fajt Gerrit Paulus Hekstra holland ornitológus írta le le 1982-ben, az Otus nembe Otus choliba koepckeae néven. Nevét Maria Koepcke német ornitológusról kapta.

## Alfajai
- Megascops koepckeae hockingi Fjeldså et al, 2012
- Megascops koepckeae koepckeae (Hekstra, 1982)[2]

## Előfordulása
Az Andokban, Peru területén honos. Természetes élőhelyei a szubtrópusi és trópusi hegyi esőerdők. Állandó, nem vonuló a faj.

## Megjelenése
Testhossza 24 centiméter, testtömege 110-120 gramm.

## Természetvédelmi helyzete
Az elterjedési területe nagyon nagy, egyedszáma pedig stabil. A Természetvédelmi Világszövetség Vörös listáján nem fenyegetett fajként szerepel.